# Семплер (музикален инструмент)
Вижте пояснителната страница за други значения на Семплер.
Семплерът е музикален инструмент от групата на електронните инструменти.
Той е близък по структура до синтезатора, но работещ с произволно записани звуци.

## Видове семплери

### Студийни семплери
В по-често срещания си вариант изобщо нямат клавиатура, а се управляват единствено чрез MIDI от външни устройства.

### Фразови семплери
Най-често наподобявайки по вид дръм машина, фразовите семплери са насочени към живото изпълнение и бийт-ориентираната музика. Основен градивен материал са повтарящи се записани фрази, които могат да се манипулират лесно в реално време – напр. да се прилагат различни ефекти или да се „разтягат“ и „свиват“ в синхрон с темпото.
Фразовите семплери са сравнително по-нов клас семплери – първо, заради това, че се свързват с определени стилове музика, развили се през чак през 90-те, и второ, заради чисто хардуерно по-високите си изисквания, например памет.
Фразовият семплер обикновено съдържа една или няколко банки за семплирани „фрази“, способни да се повтарят мелодично в цикъл – например, шаблон с барабани или завършен музикален фрагмент. Всяка банка съдържа определен брой такива фрази, активирани от бутони на семплера. По този начин те могат да се наслагват, редуват и т.н. в едно и също темпо. Такъв семплер може да бъде както основен инструмент, така и допълнение към цял набор инструменти или например към DJ сет, като в този случай се използва, за да придаде специфичен характер, да се импровизира при преходите и т.н. За да има синхрон на темпото, то може да се определя или по MIDI, или чрез автоматично нагласяне от аудио-входа (bpm detection – обикновено работи безотказно при ритмични повторяеми парчета на принципа на засичане на време между две силни нива в амплитудата на сигнала – бийтовете). Също така за целите на живото изпълнение семплерите притежават някакъв контролен интерфейс за прилаганите ефекти: потенциометри, плъзгачи, лентови контролери.

### Други приложения

#### Хибридни синтезатори
Много от синтезаторите тип „работни станции“ (workstation), които са способни на различни видове синтез на звук, имат и вграден семплер. Той може да бъде отделен като самостоятелен модул в инструмента с възможност за семплиране от аудио-вход, напр. при Yamaha EX5, EX7, CS6R и др., но е възможно и инструментът просто да позволява използването на потребителски звуци наред с фабрично записаните в него – напр. Alesis QS6 използва PCMCIA карти, на които могат да бъдат записани потребителски семпли с помощта на компютър; Yamaha SY85 / SY99 са други примери.
Работните станции от по-ново поколение почти винаги притежават семплер – ако не по подразбиране, то като възможна опция чрез надграждане на хардуера. Обикновено семплите в тях се съхраняват на флаш-карта. Пример за това е PA – серията работни станции на Korg, Alesis Fusion / QS8, Yamaha Motif.

#### Дръм-машини
Още от 80-те години съществуват дръм-машини с възможност за използване на потребителски звуци – барабаните и перкусиите са по подразбиране семпли с малко времетраене, което прави технологията лесна за реализиране и със сравнително малко памет. Първата семплираща дръм машина е E-mu Drumulator.
Други ранни примери са Casio RZ-1 и Korg DDD-1. При Oberheim DMX и Sequential Circuits Drumtraks звуците се четат от EPROM чипове, които могат да бъдат презаписвани с помощта на устройството Oberheim Prommer.
По-новото поколение подобни инструменти притежават изключително разширени възможности и по тях се приближават повече до фразовите семплери. Например Ensoniq ASR-X е бийт-ориентиран вариант на последния семплер на Ensoniq, ASR-10. Най-популярна е серията MPC на Akai, изключително много използвани в хип-хоп музиката.

#### DJ миксери
Често в DJ миксерите има вграден прост семплер за запаметяване на определена ритмична фраза (Loop) от няколко секунди и нейното манипулиране. Обикновено единствения контрол върху фразата е смяна на темпото.

### Софтуерни семплери
Започнали като копие на хардуерните семплери, с развитието на компютърните технологии и нарастването на ресурсите софтуерните семплери търпят неимоверно развитие и стават предпочитани пред външните устройства най-вече заради много по-достъпния си графичен интерфейс и паметта.